# Raumo rådhus

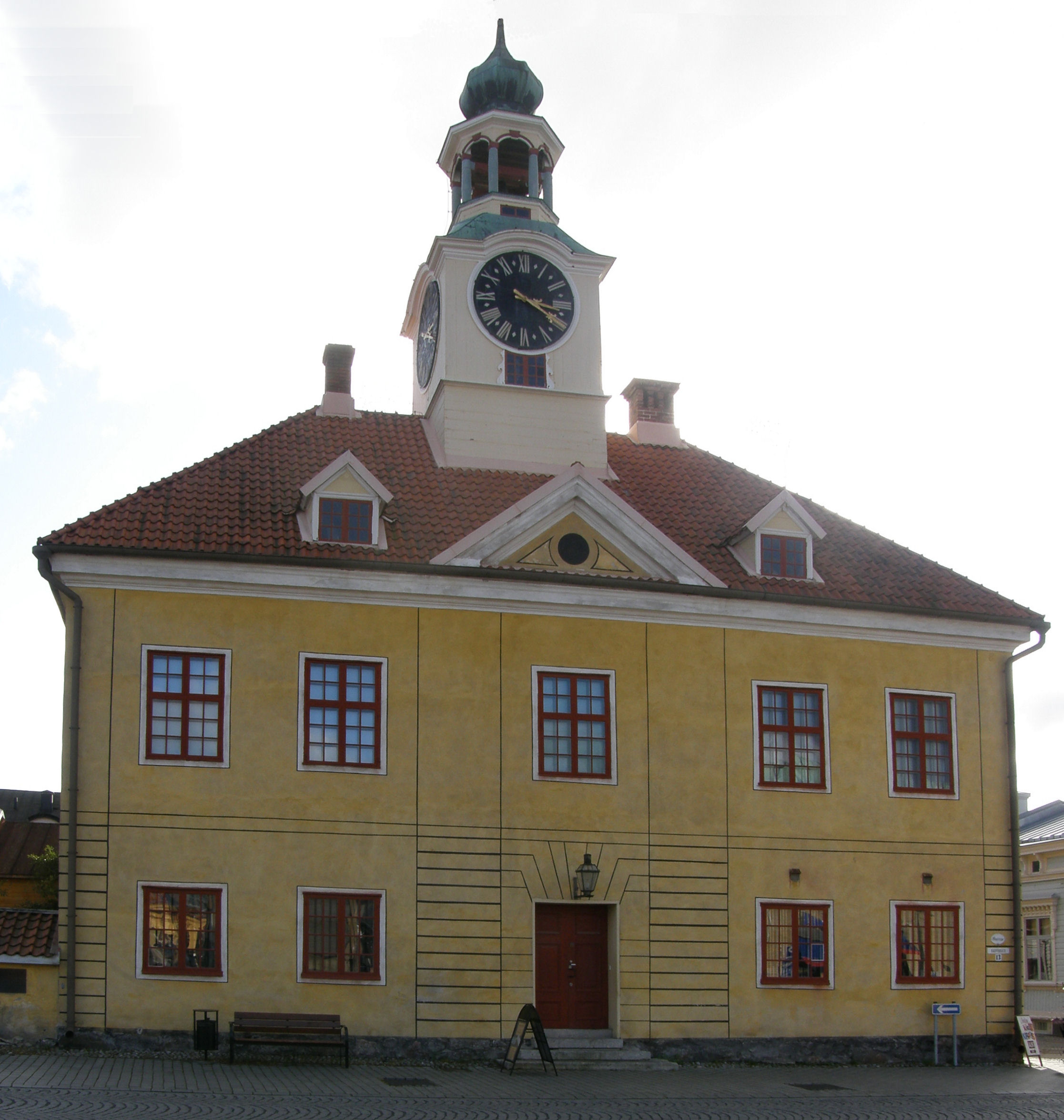
Raumo rådhus.

Raumo rådhus är en kulturhistoriskt viktig byggnad i Raumo i landskapet Satakunda. Byggnaden stod klar år 1776. Arkitekten var Åbos stadsarkitekt Christian Friedrich Schröder, som var hjälpt av murarmästare Johan Schytt. Från 1902 används byggnaden av Raumo museum.